# Норка (деревня)
Норка (мар. Норко) — деревня в Оршанском районе Республики Марий Эл. Входит в состав Марковского сельского поселения.

## География
Находится в северной части республики Марий Эл на расстоянии приблизительно 8 км по прямой на северо-восток от районного центра посёлка Оршанка.

## История
Основана в начале XIX века переселенцами из деревни Большое Копылово современного Пижанского района Кировской области как починок. В 1829 году в починке Копыловском в 11 дворах проживали 133 человека. В 1851 году в нём насчитывалось 14 дворов, 198 человек. В 1891 году уже в деревне Норка Яранского уезда насчитывалось 94 хозяйства, где проживали 665 человек. В начале 20-х годов деревня Норка была разделена на три отдельных деревни: Верхняя Норка, Нижняя Норка, Заречная Норка. В 1950-е годы эти деревни снова были объединены. В 1977 году деревня Норка вошла в колхоз с центральной усадьбой в деревне Малая Каракша. Люди начали уезжать и в 2003 году в деревне оставалось 6 дворов. В советское время работали колхозы имени Ворошилова, имени Кирова, позднее ОАО «Тепличное».

## Население
Население составляло 13 человек (русские 92 %) в 2002 году, 8 в 2010.